# Vivianiaceae
Vivianiaceae je bývalá čeleď vyšších dvouděložných rostlin z řádu kakostotvaré (Geraniales). Její zástupci jsou byliny a keře, rostoucí zejména v jihoamerických Andách. V systému APG IV, vydaném v roce 2016, je čeleď Vivianiaceae sloučena s čeledí medokvětovité do nové čeledi frankoovité (Francoaceae).

## Popis
Vivianiaceae jsou byliny a keře se vstřícnými jednoduchými (výjimečně složenými) listy bez palistů. Čepel listů je celokrajná nebo na okraji pilovitá, někdy i členěná. Květy jsou 4 nebo 5-četné, oboupohlavné, ve vrcholících nebo chocholících. Kališní lístky jsou volné nebo srostlé, koruna je volná, u některých zástupců chybí. Tyčinek je 8 nebo 10 a jsou volné. Někdy jsou v květech přítomna staminodia. Semeník je svrchní, srostlý ze 2 až 5 plodolistů a se stejným počtem komůrek. Čnělka je jedna nebo je čnělek více (dělená až k bázi) nebo jsou blizny přisedlé. Plodem je tobolka.
Čeleď Vivianiaceae zahrnuje 18 druhů ve 4 rodech. Vyskytuje se zejména v jihoamerických Andách a dále v jihovýchodní Brazílii.

## Taxonomie
V systému APG IV, vydaném v roce 2016, je čeleď Vivianiaceae sloučena s čeledí medokvětovité (Melianthaceae) do nové čeledi frankoovité (Francoaceae).
V klasických taxonomických systémech byly do čeledi Vivianiaceae řazeny pouze rody Viviania a Rhynchotheca, zatímco zbývající dva rody byly řazeny do čeledi Ledocarpaceae. Obě čeledi byly řazeny do řádu kakostotvaré (Geraniales).
Rod Viviania bývá některými taxonomy rozdělován na 4 rody (Araeoandra, Caesarea, Cissarobryon a Viviania). Rod Ledocarpus byl vřazen do rodu Balbisia.

## Přehled rodů
Balbisia, Rhynchotheca, Viviania, Wendtia